# Ogechika Heil
Ogechika Heil (Kassel, 27 november 2000) is een Duits voetballer van Nigeriaanse afkomst die doorgaans als aanvallende middenvelder speelt. In 2021 maakte hij zijn profdebuut namens Hamburger SV in de Bundesliga. Sinds juli 2025 staat hij onder contract bij de amateurclub ETSV Hamburg. 

## Carrière

### Jeugd
Heil begon zijn loopbaan in de jeugdopleidingen van KSV Baunatal en KSV Hessen Kassel. In 2016 stapte hij over naar de jeugdacademie van  Hamburger SV, waar hij instroomde bij de onder-17. Zijn debuut in die leeftijdscategorie volgde op 13 augustus 2016, in een met 5–0 gewonnen thuiswedstrijd tegen Tennis Borussia Berlin. Heil viel in de 41e minuut in. Na één seizoen maakte hij de overstap naar de onder-19 en debuteerde daar op 23 september 2017 in de uitwedstrijd tegen Hannover 96. In de zomer van 2019 werd hij doorgeschoven naar de seniorenselectie  

### Hamburger SV
In maart 2018 werd Heil voor het eerst door hoofdtrainer Christian Titz uitgenodigd om mee te trainen met de eerste selectie van Hamburger SV. Kort daarna volgde zijn officieuze debuut in een oefenwedstrijd tegen het Deense Odense BK. Tijdens de voorbereiding op het seizoen 2019/20 wist hij geen plek in de A-selectie te veroveren, waardoor hij werd ingedeeld bij het tweede elftal, dat speelde in de Regionalliga Nord. Op 27 juli maakte hij onder trainer Hannes Drews  zijn basisdebuut bij de senioren in de thuiswedstrijd tegen Heider SV.. Een week later scoorde hij zijn eerste doelpunt voor HSV II in de met 6–0 gewonnen thuiswedstrijd tegen het tweede elftal van Holstein Kiel: na een assist van Josha Vagnoman tekende hij in de 40e minuut voor de 4–0. Zijn eerste seizoen bij de senioren werd voortijdig beëindigd vanwege de coronapandemie, waardoor de competitie stil werd gelegd.
In het seizoen 2020/21 begon Heil opnieuw bij het tweede elftal van Hamburger SV. Op 3 januari 2021 werd hij vanwege blessures van onder anderen Rick van Drongelen en Klaus Gjasula door trainer Daniel Thioune bij de wedstrijdselectie gehaald voor het thuisduel tegen SSV Jahn Regensburg. In deze met 3–1 gewonnen wedstrijd maakte hij in de 90e minuut zijn opwachting als invaller voor Bakery Jatta in het Volksparkstadion. Gedurende de rest van het seizoen kwam hij tot in totaal zes invalbeurten in de 2. Bundesliga. Op 15 april 2021 werd zijn contract opengebroken en verlengd tot medio 2024. Voor het seizoen 2021/22 werd hij verhuurd aan Go Ahead Eagles om meer speeltijd op het hoogste niveau op te doen. Na zijn terugkeer bleek onder trainer Tim Walter het perspectief op speeltijd beperkt, waarna hij kort na de start van het seizoen 2023/24 overstapte naar Preußen Münster.

#### Verhuur aan Go Ahead Eagles
In de zomer van 2021 werd bekend dat Heil voor één seizoen op huurbasis zou uitkomen voor Go Ahead Eagles. Onder trainer Kees van Wonderen maakte hij op 13 augustus zijn debuut voor de club uit Deventer, in de thuiswedstrijd tegen Sc Heerenveen. In de 74e minuut verving hij Ragnar Oratmangoen. Op 8 april 2022 maakte hij zijn eerste en enige doelpunt voor Go Ahead. In de met 4–0 gewonnen thuiswedstrijd tegen Willem II tekende hij in de 70e minuut voor de 3–0, na een voorzet van Marc Cardona. Heil slaagde er mede door blessures niet in een vaste plek in de basis te veroveren en keerde na afloop van het seizoen 2021/22 terug naar Hamburger SV.

### Preußen Münster
In de zomer van 2023 maakte Heil de overstap naar Preußen Münster. Op 2 september debuteerde hij in de 3. Liga, in de met 1–3 verloren thuiswedstrijd tegen Waldhof Mannheim. Trainer Sascha Hildmann bracht hem in de 83e minuut als invaller binnen de lijnen. Enkele dagen later speelde hij in de tweede ronde van de Landespokal Westfalen tegen Borussia Münster, waarin hij alleen de eerste helft in actie kwam. Door een blessure bleef het bij deze twee optredens en kwam hij de rest van het seizoen niet meer in actie. Daardoor had hij een zeer bescheiden aandeel in de promotie van Preußen Münster naar de 2. Bundesliga. Door de promotie en de komst van meerdere versterkingen nam zijn perspectief op speeltijd verder af. Aan het einde van het seizoen 2023/24 besloot hij de club te verlaten en zich aan te sluiten bij de amateurs van Greifswalder FC, met als doel op termijn terug te keren in het betaald voetbal.

### Greifswalder FC
Heil tekende in de zomer van 2025 een contract voor één seizoen bij de club uit de noordoostelijke deelstaat Mecklenburg-Voor-Pommeren.  Op 17 augustus maakte hij onder trainer Lars Fuchs zijn debuut voor Greifswalder FC in de eerste ronde van de DFB-Pokal, in de met 0–1 verloren thuiswedstrijd tegen 1. FC Union Berlin. Enkele dagen later maakte hij zijn competitiedebuut in de Regionalliga Nordost tijdens de met 2–1 gewonnen uitwedstrijd tegen SV Babelsberg 03. Kort daarna raakte hij geblesseerd. In de 14e competitieronde keerde hij terug in de basisopstelling, tijdens de thuiswedstrijd tegen Lokomotive Leipzig. Op 28 januari 2026 maakte hij zijn eerste doelpunt voor Greifswalder FC, waarmee hij zijn ploeg in de met 4–1 gewonnen thuiswedstrijd tegen  FC Viktoria 1889 Berlin in de 14e minuut op voorsprong bracht. Aan het einde van het seizoen verruilde hij Greifswalder FC voor ETSV Hamburg, dat uitkomt in de Oberliga Hamburg.

### ETSV Hamburg
In de zomer van 2025 maakte Heil de overstap naar ETSV Hamburg, waar hij in het begin van het seizoen moeite had om een vaste basisplaats te veroveren.

### Statistieken
| Seizoen                        | Club               | Competitie           | Competitie | Competitie | Beker | Beker | Internationaal | Internationaal | Overig | Overig | Totaal | Totaal |
| Seizoen                        | Club               | Competitie           | Wed.       | Dlp.       | Wed.  | Dlp.  | Wed.           | Dlp.           | Wed.   | Dlp.   | Wed.   | Dlp.   |
| ------------------------------ | ------------------ | -------------------- | ---------- | ---------- | ----- | ----- | -------------- | -------------- | ------ | ------ | ------ | ------ |
| 2019/20                        | Hamburger SV II    | Regionalliga Nord    | 15         | 3          | –     | –     | –              | –              | –      | –      | 15     | 3      |
| 2020/21                        | Hamburger SV II    | Regionalliga Nord    | 9          | 1          | –     | –     | –              | –              | –      | –      | 9      | 1      |
| 2020/21                        | Hamburger SV       | 2. Bundesliga        | 6          | 0          | –     | –     | –              | –              | –      | –      | 6      | 0      |
| 2021/22                        | → Go Ahead Eagles  | Eredvisie            | 28         | 1          | 3     | 0     | –              | –              | –      | –      | 31     | 1      |
| 2022/23                        | Hamburger SV       | 2. Bundesliga        | 1          | 0          | 1     | 0     | –              | –              | –      | –      | 2      | 0      |
| 2023/24                        | SC Preußen Münster | 3. Liga              | 1          | 0          | 1     | 0     | –              | –              | 1*     | 0      | 3      | 0      |
| 2024/25                        | Greifswalder FC    | Regionalliga Nordost | 18         | 1          | 3 **  | 0     | –              | –              | –      | –      | 21     | 1      |
| 2025/26                        | ETSV Hamburg       | Oberliga Hamburg     | 0          | 0          | 0     | 0     | –              | –              | 0      | 0      | 0      | -      |
| Carrière totaal                | Carrière totaal    | Carrière totaal      | 78         | 6          | 8     | 0     | 0              | 0              | 1      | 0      | 87     | 6      |
| Bijgewerkt tot 5 augustus 2025 |                    |                      |            |            |       |       |                |                |        |        |        |        |

* In het seizoen 2023/24 kwam Heil eenmaal in actie voor het tweede elftal van Preußen Münster, dat uitkwam in de Oberliga Westfalen;
** In het seizoen 2024/25 speelde hij, naast een optreden in de DFB-Pokal, ook twee wedstrijden voor Greifswalder FC in de Mecklenburg-Vorpommern-Pokal

## Persoonlijk
Heil is in Kassel geboren en heeft een Nigeriaanse moeder.